# بوابة فردكين

تمثيل دائرة لبوابة فريدكين

بوابة فردكين (بالإنجليزية: Fredkin gate)‏ هي عبارة عن دوائر حسابية تمّ اخترعها من قبل إدوارد فردكين للحواسيب العكسية مما يعني أنه يمكن إنشاء أي عملية منطقية أو حسابية بالكامل باستخدام تلك البوابات. إنّ بوابة فريدكين عبارة عن دائرة به ثلاثة مدخلات وثلاثة مخرجات بحيث تنقل المدخلات إلى مخرجات دون تغيير إذا كان المدخل الأولى 0 وتُبدّل المخرجين الأخيرين إذا كانَ المدخل الأول 1.

جامع كامل باستخدام بوابة فردكين